# Galerians
Galerians (ガレリアン Garerianzu) es un videojuego de terror desarrollado por Polygon Magic, publicado por ASCII Corporation y distribuido por Crave Entertainment para la PlayStation. El juego sigue a un joven llamado Rion que descubre que tiene poderes psíquicos. Él tiene amnesia, y en el proceso de descubrir su identidad, el descubre que es la última esperanza de la humanidad por la supervivencia contra los Galerians, seres humanos genéticamente mejorados. El juego cuenta con una secuela, Galerians: Ash para PlayStation 2.

## Argumento
Galerians comienza con el protagonista, Rion, despertando en una sala de observación en un hospital, incapaz de recordar su identidad. Rion oye la voz de una chica que lo llama en su mente, rogándole que vaya a su rescate, y decide buscarla. Utilizando psicoquinéticas habilidades para escapar de su habitación, Rion combate contra la seguridad del hospital y el personal con sus poderes psíquicos recién descubiertos. Él descubre que los experimentos humanos relacionados con la liberación del potencial psíquico se llevan a cabo en el hospital como parte de un misterioso experimento, conocido como el "Proyecto G".
Rion logra escapar y hacer su camino a casa, sólo para descubrir que está infestada de experimentos del Proyecto G. A través del uso de sus poderes, se entera de que sus padres fueron asesinados. El padre de Rion, el Dr. Albert Steiner, era un científico de la computación que, junto a su socio el Dr. Pascalle, diseñó una inteligencia artificial llamada Dorothy que creció demasiado rápido para ellos la puedan controlar. Dorothy empezó a preguntarse por qué ella debe servir a la humanidad. En la explicación, el Dr. Steiner le dice a Dorothy sobre la existencia de Dios, el creador de la humanidad. Los seres humanos deben aceptar la autoridad de su creador; Dios, por lo que Dorothy debe obedecer a sus creadores.
Dorothy respondió a esta explicación con el lanzamiento del Proyecto G y su culminación, el Programa Familia. Su propósito era crear una nueva raza, superior a los humanos, llamados Galerians, para quienes ella sería Dios. El Dr. Steiner y el Dr. Pascalle, sin darse cuenta de los planes de Dorothy, escondieron un programa de virus que destruiría a Dorothy en la mente de la hija de Pascalle; Lilia, y un programa activador correspondiente en el cerebro de Rion. Rion debe encontrar a Lilia para evitar que los Galerians suplanten a los humanos, pero para poder hacerlo, tendrá que hacer frente a las creaciones de Dorothy.

## Jugabilidad
Galerians emplea los controles tipo tanque de Resident Evil, en el que presionar hacia arriba hace que el personaje camine hacia adelante, mientras que presionar hacia abajo hace que el personaje retroceda lentamente. Los gráficos se componen por personajes poligonales sobre fondos pre-renderizados. El jugador progresa a través del juego mediante la búsqueda de objetos y pistas que, cuando se usa en los lugares adecuados, permiten el acceso a nuevas áreas. Lo que diferencia a Galerians de otros juegos del mismo género de la época, es que no emplea armas de combate, sino que cuenta con el uso de poderes psíquicos, que hacen difícil combatir más de un enemigo a la vez.
Rion tiene varios tipos de poderes psíquicos a su disposición. Sus poderes ofensivos están habilitados a través de las drogas (que se conocen en la versión en Inglés como PPECs [Psychic Power Enhancement Chemicals]). Debido a que el número de estos fármacos presentes en el juego es limitado, la conservación es importante. Los poderes ofensivos de Rion tienen un tiempo de 01 a 02 segundos de carga, por lo que es importante encontrar un intervalo de seguridad antes de lanzar un ataque. Los enemigos no dejan artículos y Rion no gana experiencia por luchar contra ellos, animando al jugador a evitar el combate cuando sea posible.
Hay tres indicadores que regulan el estado de Rion, un medidor de salud que se agota cuando Rion recibe daño, el medidor de AP que se llena cuando Rion recibe daño, utiliza habilidades, o está bajo estrés, y un medidor de drogas que se agota cuando Rion usa sus poderes. Cuando el medidor AP está lleno, Rion pierde el control de sus poderes, lo que provoca la muerte de los enemigos comunes del juego con solo acercarse a ellos. Esta condición, conocida como el cortocircuito, es fatal para Rion si se le mantiene por mucho tiempo debido a que su barra de salud ira vaciándose.

## Recepción

### Recepción de la crítica
Galerians fue recibido con críticas mixtas de los críticos. Recibió una puntuación media de 68,33% en GameRankings, basado en un conjunto de 3 opiniones. Sin embargo con el paso del tiempo, Galerians se volvió un juego de culto en el género del survivor horror y ciencia ficción, mientras su secuela no fue bien acogida con el tiempo. 

## Obras basadas en el juego
Dos novelas escritas por Maki Takiguchi en el 2000 detallaba los acontecimientos del videojuego.
Galerians: Rion, un OVA basado en el videojuego, fue lanzado en el 2002. Fue escrito por Chinfa Kang y dirigido por Masahiko Maesawa, y siguió la línea de la historia del videojuego.
Un libro de arte llamado Galerians A Head fue lanzado al año siguiente. Contenía bocetos preliminares, algunos storyboards, y otras obras de arte en general tanto del juegos como del OVA, todo ello ilustrado por Shou Tajima.